# Model ARX
Model ARX (ang. AutoRegressive with eXogenous input – model autoregresywny z zewnętrznym wejściem) – dyskretny model wejściowo-wyjściowy dla procesów stochastycznych. Model ten jest wyrażony wzorem:
{\displaystyle y(i)=z^{-k}{\frac {B(z^{-1})}{A(z^{-1})}}u(i)+{\frac {1}{A(z^{-1})}}e(i).}
Znaczenie poszczególnych symboli użytych w powyższym wzorze jest następujące
- {\displaystyle y(i)}, {\displaystyle u(i)} oraz {\displaystyle e(i)} – dyskretne ciągi wartości, a zatem ciągi wartości równo odległych w czasie (na przykład 0; 0,5; 1; 0; −0,5; ... itd.),
- {\displaystyle y(i)} – ciąg wartości sygnału wyjściowego – w skrócie ciąg wyjściowy lub wyjście,
- {\displaystyle u(i)} – ciąg wartości sygnału wejściowego – w skrócie ciąg wejściowy, wejście albo pobudzenie,
- {\displaystyle z^{-k}} – opóźnienie (przesunięcie wstecz) sygnału o {\displaystyle k} wartości, tak że {\displaystyle z^{-k}u(i)=u(i-k);} parametr {\displaystyle k} jest zwany (dyskretnym) czasem opóźnienia i przybiera wartości całkowite większe lub równe 1,
- {\displaystyle A(z^{-1})} i {\displaystyle B(z^{-1})} – wielomiany różnicowe (patrz poniżej),
- człon {\displaystyle z^{-k}{\frac {B(z^{-1})}{A(z^{-1})}}u(i)} – tor sterowania,
- {\displaystyle e(i)} – ciąg wartości dyskretnego białego szumu zakłócającego obiekt (w skrócie szum biały),
- człon {\displaystyle {\frac {1}{A(z^{-1})}}e(i)} – tor zakłócenia, modeluje wszelkie niemierzalne zakłócenia stochastyczne działające w obiekcie w postaci białego szumu przefiltrowanego (czyli przepuszczonego) przez odpowiednią transmitancję.

Wielomiany różnicowe występujące w modelu ARX dane są wzorami:
{\displaystyle {\begin{matrix}A(z^{-1})&=&1+a_{1}z^{-1}+a_{2}z^{-2}+\ldots +a_{dA}z^{-dA};\\B(z^{-1})&=&b_{0}+b_{1}z^{-1}+b_{2}z^{-2}+\ldots +b_{dB}z^{-dB}.\end{matrix}}}
Wartości {\displaystyle a_{j}} i {\displaystyle b_{j}} zwane są parametrami wielomianów, a wartości {\displaystyle dA} i {\displaystyle dB} stopniami wielomianów. O wielomianie {\displaystyle A(z^{-1})} mówi się, że jest on wielomianem monicznym, co oznacza, że parametr {\displaystyle a_{0}} tego wielomanu zawsze ma wartość równą 1.
Strukturę modelu ARX określa trójka parametrów:
{\displaystyle k,dA,dB.}
Inne rodzaje modeli wykorzystywanych w identyfikacji:
- Model AR, model ARMAX, model ARMA, model ARIMA,
- Model MA, model MAX.